# یاشابورو سوگاوارا
یاشابورو سوگاوارا (انگلیسی: Yasaburo Sugawara؛ زادهٔ ۲۶ نوامبر ۱۹۵۲) کشتی‌گیر اهل ژاپن بود.